# Israel Castro
Israel Castro Marcías (Mexikóváros, 1980. december 20. –) egy mexikói válogatott labdarúgó, aki jelenleg a Guadalajarában játszik középpályásként.

## Pályafutása

### UNAM Pumas
Castro 2002-ben került fel a Pumas ificsapatától a felnőttek közé. 2004-ben fontos szerepe volt abban, hogy csapata megnyerte a bajnokságot. Ugyanebben az évben győztes gólt szerzett a Real Madrid ellen a Trofeo Santiago Bernabéuban. A szurkolók ezután elnevezték „Asesino de galácticos”-nak, azaz Galaktikusölőnek. Sokáig volt az UNAM Pumas játékosa, több mint 320 bajnokin lépett pályára a csapatban.

### Válogatott
Castro 2007 óta tagja a mexikói válogatottnak. 2009. augusztus 12-én szerezte meg első válogatottbeli gólját, az Egyesült Államok ellen. Javier Aguirre szövetségi kapitánytól behívót kapott a 2010-es világbajnokságra.

#### Mérkőzései a válogatottban
| Mexikó | Mexikó               | Mexikó                                           | Mexikó             | Mexikó   | Mexikó              | Mexikó                          | Mexikó | Mexikó  |
| #      | Dátum                | Helyszín                                         | Hazai              | Eredmény | Vendég              | Kiírás                          | Gólok  | Esemény |
| ------ | -------------------- | ------------------------------------------------ | ------------------ | -------- | ------------------- | ------------------------------- | ------ | ------- |
| 2.     | 2007. február 28.    | San Diego, Qualcomm Stadium                      | Mexikó             | 3 – 1    | Venezuela           | barátságos                      | 0      | 65'     |
| 3.     | 2007. március 28.    | Oakland, McAfee Coliseum                         | Mexikó             | 4 – 2    | Ecuador             | barátságos                      | 0      | 89'     |
| 4.     | 2007. június 2.      | San Luis Potosí, Estadio Alfonso Lastras         | Mexikó             | 4 – 0    | Irán                | barátságos                      | 0      | 72'     |
| 5.     | 2007. június 27.     | Puerto Ordaz, Estadio Cachamay                   | Brazília           | 0 – 2    | Mexikó              | Copa América, csoportkör        | 0      | 74'     |
| 6.     | 2007. július 1.      | Maturín, Estadio Monumental de Maturín           | Mexikó             | 2 – 1    | Ecuador             | Copa América, csoportkör        | 0      |         |
| 7.     | 2007. július 8.      | Maturín, Estadio Monumental de Maturín           | Mexikó             | 6 – 0    | Paraguay            | Copa América, negyeddöntő       | 0      |         |
| 8.     | 2007. július 11.     | Puerto Ordaz, Estadio Cachamay                   | Mexikó             | 0 – 3    | Argentína           | Copa América, elődöntő          | 0      |         |
| 9.     | 2007. szeptember 12. | Foxborough, Gillette Stadion                     | Mexikó             | 1 – 3    | Brazília            | barátságos                      | 0      |         |
| 10.    | 2007. október 14.    | Ciudad Juárez, Estadio Olímpico Benito Juárez    | Mexikó             | 2 – 2    | Nigéria             | barátságos                      | 0      |         |
| 11.    | 2008. február 6.     | Houston, Reliant Stadium                         | Egyesült Államok   | 2 – 2    | Mexikó              | barátságos                      | 0      |         |
| 12.    | 2008. március 26.    | London, Craven Cottage                           | Ghána              | 1 – 2    | Mexikó              | barátságos                      | 0      | 88'     |
| 13.    | 2009. június 6.      | San Salvador, Estadio Cuscatlán                  | Salvador           | 2 – 1    | Mexikó              | vb-selejtező                    | 0      | 46'     |
| 14.    | 2009. június 10.     | Mexikóváros, Estadio Azteca                      | Mexikó             | 2 – 1    | Trinidad és Tobago  | vb-selejtező                    | 0      |         |
| 15.    | 2009. június 28.     | San Diego, Qualcomm Stadion                      | Mexikó             | 0 – 0    | Guatemala           | barátságos                      | 0      |         |
| 16.    | 2009. július 9.      | Houston, Reliant Stadion                         | Mexikó             | 1 – 1    | Panama              | CONCACAF-aranykupa, csoportkör  | 0      | 46'     |
| 17.    | 2009. július 12.     | Glendale, University of Phoenix Stadium          | Mexikó             | 2 – 0    | Guadeloupe          | CONCACAF-aranykupa, csoportkör  | 0      | 23' 74' |
| 18.    | 2009. július 19.     | Arlington, Cowboys Stadium                       | Mexikó             | 4 – 0    | Haiti               | CONCACAF-aranykupa, negyeddöntő | 0      |         |
| 19.    | 2009. július 23.     | Chicago, Soldier Field                           | Costa Rica         | 1 – 1    | Mexikó              | CONCACAF-aranykupa, elődöntő    | 0      |         |
| 20.    | 2009. július 26.     | East Rutherford, Giants Stadium                  | Egyesült Államok   | 0 – 5    | Mexikó              | CONCACAF-aranykupa, döntő       | 0      |         |
| 21.    | 2009. augusztus 12.  | Mexikóváros, Estadio Azteca                      | Mexikó             | 2 – 1    | Egyesült Államok    | vb-selejtező                    | 1      | 19'     |
| 22.    | 2009. szeptember 5.  | San Juan de Tibás, Estadio Ricardo Saprissa Aymá | Costa Rica         | 0 – 3    | Mexikó              | vb-selejtező                    | 0      |         |
| 23.    | 2009. szeptember 9.  | Mexikóváros, Estadio Azteca                      | Mexikó             | 1 – 0    | Honduras            | vb-selejtező                    | 0      |         |
| 24.    | 2009. október 10.    | Mexikóváros, Estadio Azteca                      | Mexikó             | 4 – 1    | Salvador            | vb-selejtező                    | 0      |         |
| 25.    | 2009. október 14.    | Port of Spain, Hasely Crawford Stadion           | Trinidad és Tobago | 2 – 2    | Mexikó              | vb-selejtező                    | 0      |         |
| 26.    | 2010. február 24.    | San Francisco, Candlestick Park                  | Mexikó             | 5 – 0    | Bolívia             | barátságos                      | 0      | 69'     |
| 27.    | 2010. március 3.     | Pasadena, Rose Bowl                              | Mexikó             | 2 – 0    | Új-Zéland           | barátságos                      | 0      | 61'     |
| 28.    | 2010. május 7.       | New Jersey, New Meadowlands                      | Mexikó             | 0 – 0    | Ecuador             | barátságos                      | 0      | 75'     |
| 29.    | 2010. május 10.      | Chicago, Soldier Field                           | Mexikó             | 1 – 0    | Szenegál            | barátságos                      | 0      | 46'     |
| 30.    | 2010. május 26.      | Freiburg, Badenova Stadion                       | Hollandia          | 2 – 1    | Mexikó              | barátságos                      | 0      | 88'     |
| 31.    | 2010. május 30.      | Bayreuth, Hans-Walter-Wild-Stadion               | Mexikó             | 5 – 1    | Gambia              | barátságos                      | 0      | 46'     |
| 32.    | 2010. június 3.      | Brüsszel, Baldvin király Stadion                 | Olaszország        | 1 – 2    | Mexikó              | barátságos                      | 0      | 82'     |
| 33.    | 2010. június 22.     | Rustenburg, Royal Bafokeng Stadion               | Mexikó             | 0 – 1    | Uruguay             | vb-csoportkör                   | 0      | 57' 85' |
| 34.    | 2011. február 9.     | Atlanta, Georgia Dome                            | Mexikó             | 2 – 0    | Bosznia-Hercegovina | barátságos                      | 0      | 88'     |
| 35.    | 2011. március 26.    | Oakland, Oakland Coliseum                        | Mexikó             | 3 – 1    | Paraguay            | barátságos                      | 0      | 72'     |
| 36.    | 2011. március 29.    | San Diego, Qualcomm Stadium                      | Mexikó             | 1 – 1    | Venezuela           | barátságos                      | 0      | 46'     |
| 37.    | 2011. május 28.      | Seattle, CenturyLink Field                       | Mexikó             | 1 – 1    | Ecuador             | barátságos                      | 0      |         |
| 38.    | 2011. június 1.      | Denver, Invesco Field                            | Mexikó             | 3 – 0    | Új-Zéland           | barátságos                      | 0      | 46'     |
| 39.    | 2011. június 5.      | Arlington, Cowboys Stadium                       | Salvador           | 0 – 5    | Mexikó              | CONCACAF-aranykupa, csoportkör  | 0      | 56'     |
| 40.    | 2011. június 12.     | Chicago, Soldier Field                           | Mexikó             | 4 – 1    | Costa Rica          | CONCACAF-aranykupa, csoportkör  | 0      |         |
| 41.    | 2011. június 18.     | East Rutherford, New Meadowlands Stadium         | Mexikó             | 2 – 1    | Guatemala           | CONCACAF-aranykupa, negyeddöntő | 0      | 46'     |
| 42.    | 2011. június 22.     | Houston, Reliant Stadion                         | Honduras           | 0 – 2    | Mexikó              | CONCACAF-aranykupa, elődöntő    | 0      |         |
| 43.    | 2011. június 25.     | Pasadena, Rose Bowl                              | Egyesült Államok   | 2 – 4    | Mexikó              | CONCACAF-aranykupa, döntő       | 0      |         |
| 44.    | 2011. augusztus 10.  | Philadelphia, Lincoln Financial Field            | Egyesült Államok   | 1 – 1    | Mexikó              | barátságos                      | 0      |         |
| 45.    | 2011. szeptember 2.  | Varsó, Pepsi Arena                               | Lengyelország      | 1 – 1    | Mexikó              | barátságos                      | 0      | 81'     |
| 46.    | 2011. szeptember 4.  | Barcelona, Estadi Cornellà-El Prat               | Mexikó             | 1 – 0    | Chile               | barátságos                      | 0      |         |
| 47.    | 2011. október 11.    | Torreón, Estadio TSM Corona                      | Mexikó             | 1 – 2    | Brazília            | barátságos                      | 0      |         |
| 48.    | 2011. november 11.   | Santiago de Querétaro, Estadio Corregidora       | Mexikó             | 2 – 0    | Szerbia             | barátságos                      | 0      |         |
| 49.    | 2012. január 25.     | Houston, Reliant Stadium                         | Mexikó             | 3 – 1    | Venezuela           | barátságos                      | 0      | 33' 68' |
|        | Összesen             |                                                  |                    | 49       | mérkőzés            |                                 | 1      | gól     |